# John Vachon
Pour les articles homonymes, voir Vachon.
John Vachon, né le 19 mai 1914 à Saint Paul et mort le 20 avril 1975 à New York, est un photographe social américain.

## Biographie
Après ses études à l'université catholique d'Amérique, John Vachon intégra la Farm Security Administration comme simple assistant en 1936. C'est progressivement qu'il se tourna vers la photographie, encouragé par Ben Shahn, Walker Evans et Arthur Rothstein. Il devint officiellement photographe pour la FSA en 1938. Il y travailla même après l'absorption de la FSA au sein de l'Office of War Information, jusqu'en 1943.
Puis il travailla pour Standard Oil et après la Seconde Guerre mondiale et une période de conscription, il fit partie de l'équipe de Life et de Look, pour terminer sa carrière comme photographe indépendant.
John Vachon est le père de la productrice de films Christine Vachon.

## Galerie

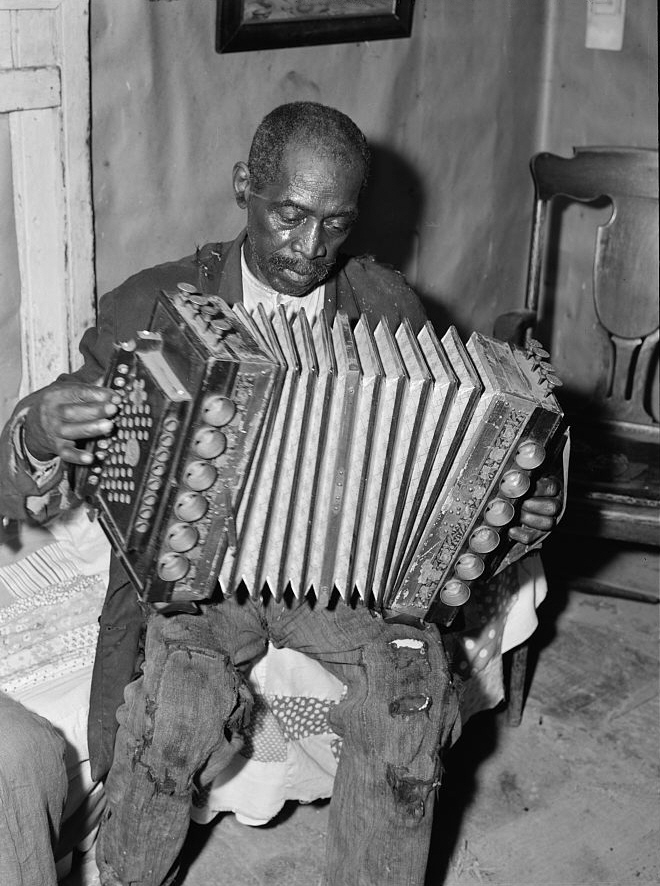
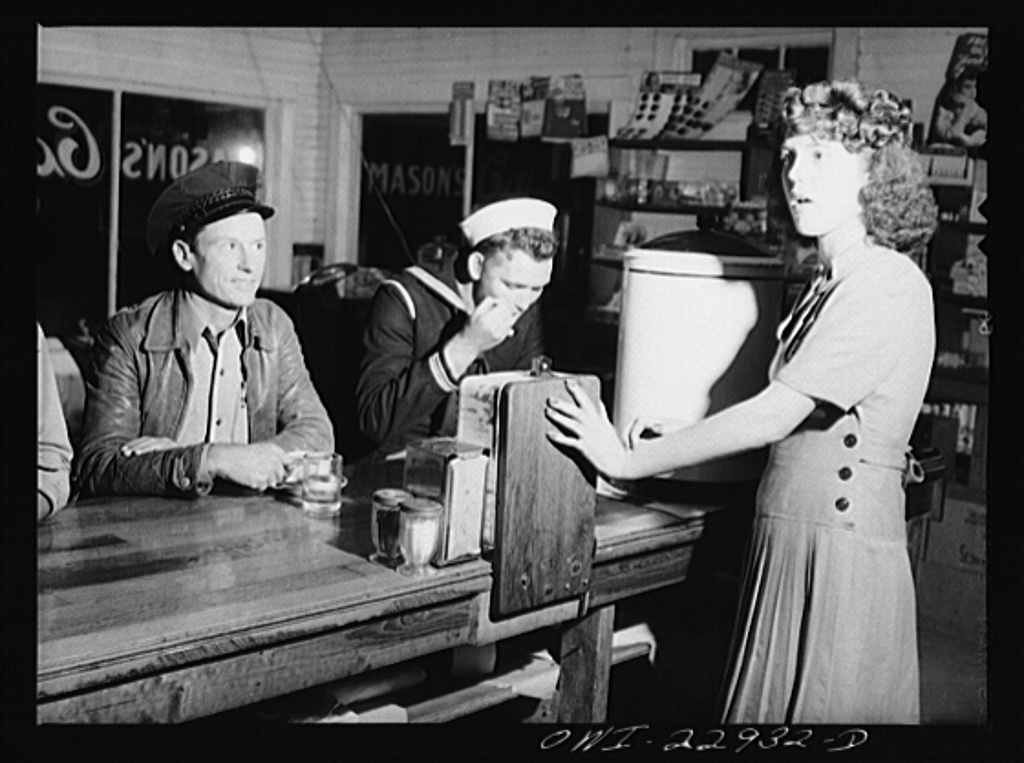
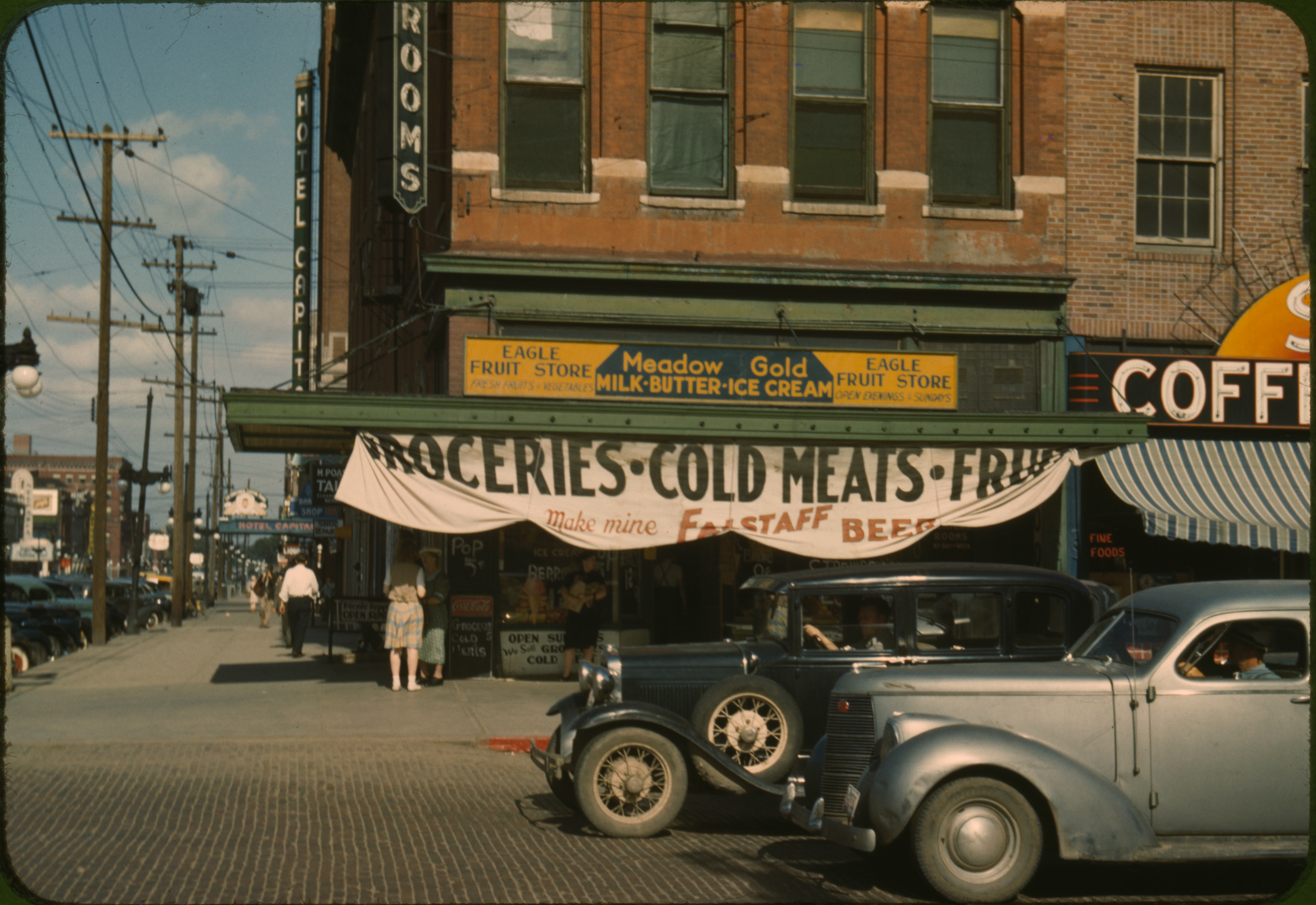
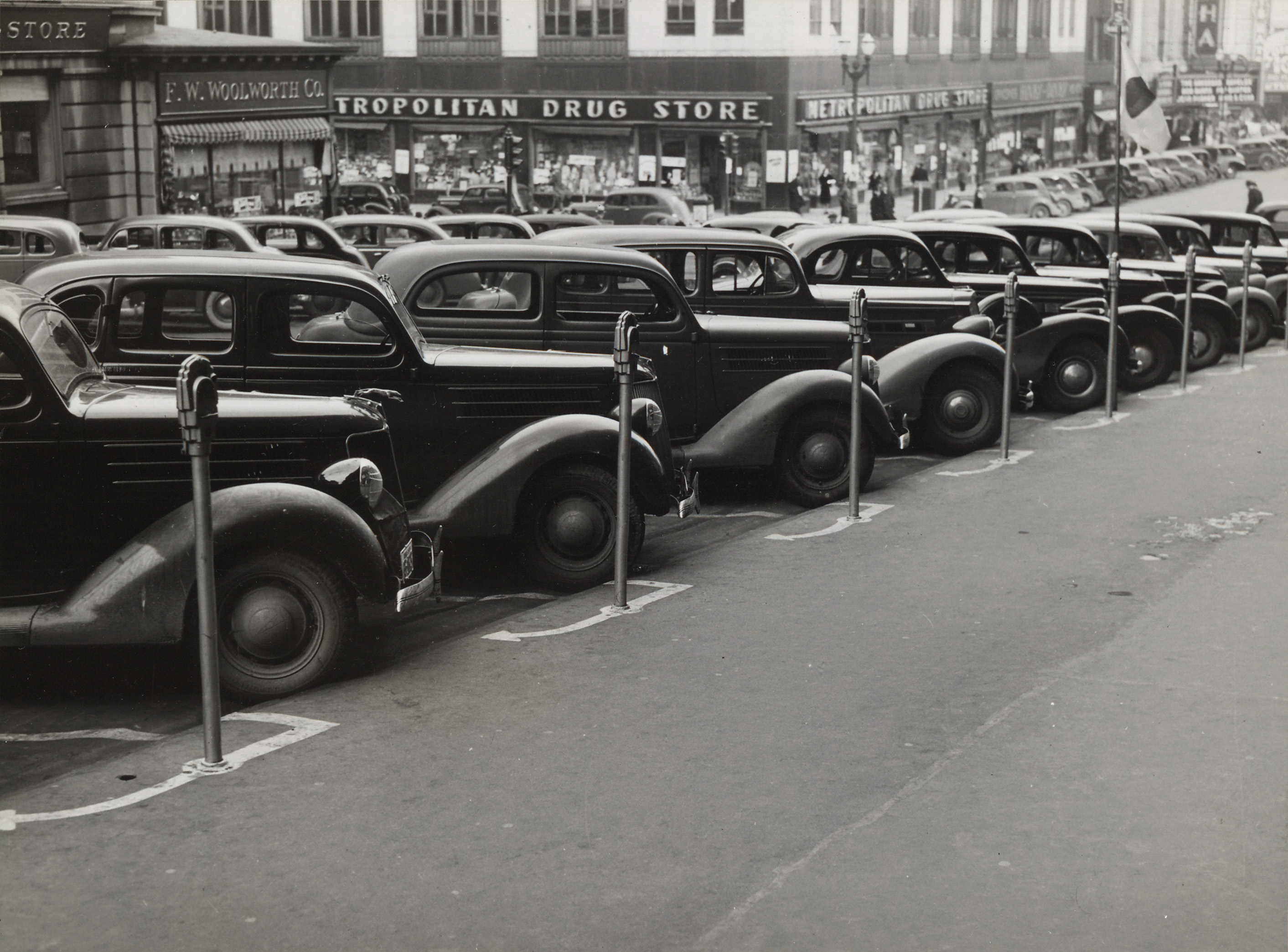
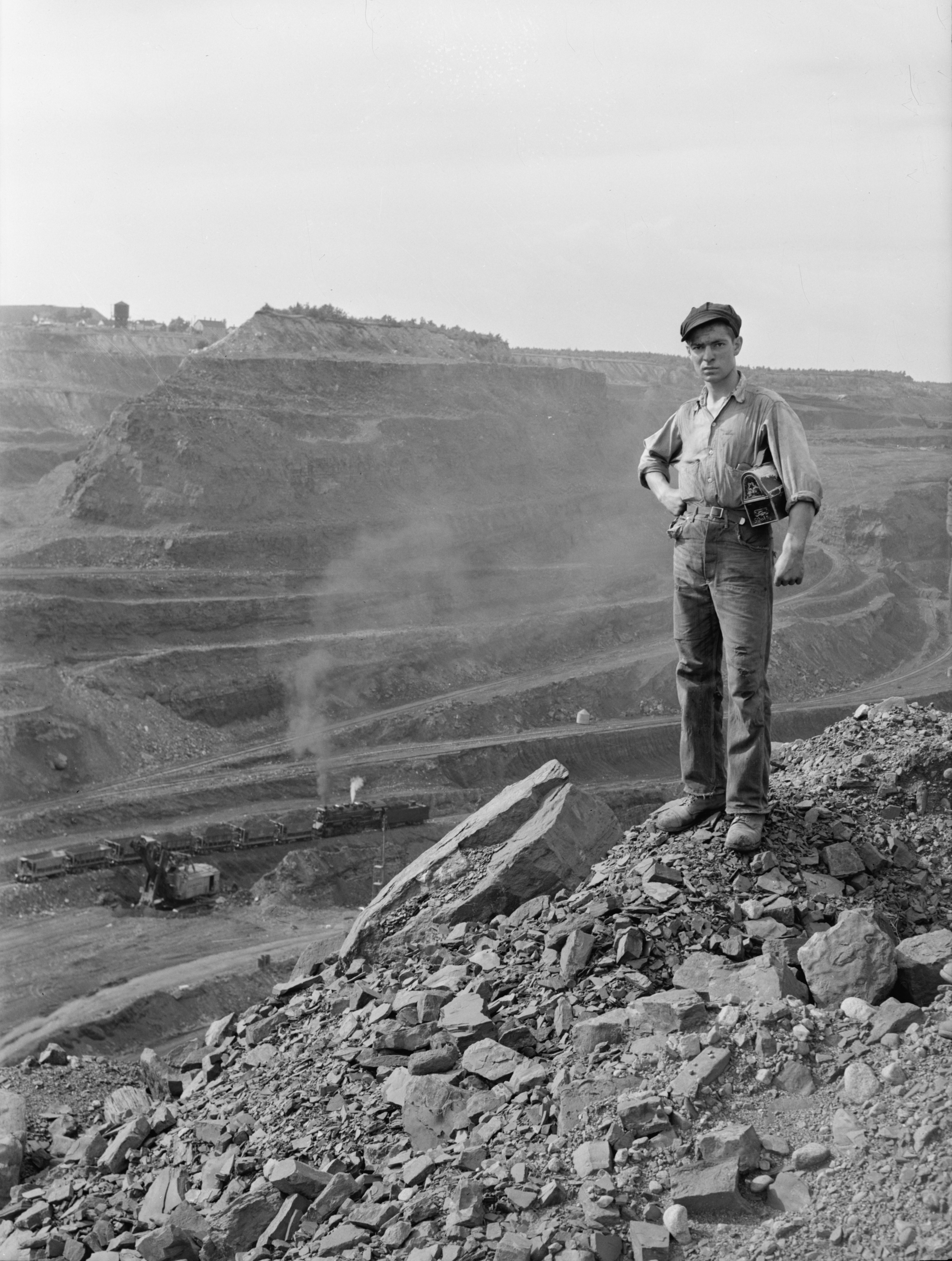

## Collections
- Bibliothèque du Congrès

## Référence
- (en) Cet article est partiellement ou en totalité issu de l’article de Wikipédia en anglais intitulé « John Vachon » (voir la liste des auteurs).